# Currie Cup 1987
La Currie Cup de 1987 fue la cuadragésimo novena edición del principal torneo de rugby provincial de Sudáfrica.
El campeón fue el equipo de Northern Transvaal quienes obtuvieron su décimo cuarto campeonato.

## Participantes

### Fase Final
| Equipo             | Título                   |
| ------------------ | ------------------------ |
| Northern Transvaal | Ganador División A       |
| Transvaal          | Segundo Lugar División A |
| South West Africa  | Ganador División B       |

### Semifinal
| 19 de septiembre | South West Africa | 9 - 12 | Transvaal | South West Stadium, Windhoek |  |

### Final
| 26 de septiembre | Transvaal | 18 - 24 | Northern Transvaal | Ellis Park Stadium, Johannesburgo |  |

### Campeón
| Bandera de Sudáfrica       |
| Campeón Northern Transvaal |
| Décimo cuarto título       |